# Бачу (Телеорман)
Бачу (рум. Baciu) насеље је у Румунији у округу Телеорман у општини Блежешти. Oпштина се налази на надморској висини од 115 m.

## Становништво
Према подацима из 2002. године у насељу је живело 1201 становника, од којих су сви румунске националности.